# نبرد اول اینونو
نبرد اول اینونو(به ترکی استانبولی: Birinci İnönü Muharebesi)، اولین نبرد در جنگ ترک‌ها و یونانی‌ها و بخشی از جنگ استقلال ترکیه بود. این نبرد بین ۹ تا ۱۱ ژانویه ۱۹۲۱ در نزدیکی اسکی شهر در آناتولی روی داد.